# بهرام عظیمی
بهرام عظیمی (زادهٔ ۱ بهمن ۱۳۴۵ تهران) کارگردان پویانمایی، فیلمنامه‌نویس، طراح کاراکتر و کاریکاتوریست اهل ایران است. او فارغ‌التحصیل رشتهٔ صنایع دستی از دانشگاه هنر تهران و دارای مدرک کارشناسی ارشد انیمیشن از وزارت فرهنگ و ارشاد است. وی در اسفند ۱۴۰۲ نشان عالی مفاخر هنرهای تجسمی را از وزارت فرهنگ و ارشاد دریافت کرد.
ازجمله معروف‌ترین آثار او «انیمیشن‌های تبلیغاتی راهنمایی و رانندگی» (سیاساکتی و داوودخطر)، انیمیشن‌های آقای ایمنی (حسن خطرناکه حسن)، انیمیشن‌های سه‌بعدی بابابرقی، انیمیشن کوتاه ماسوله، انیمیشن کوتاه بابا، انیمیشن کوتاه سیم ششم و کارگردانی فیلم بلند انیمیشن تهران ۱۵۰۰ است.

## سمت‌ها، فعالیت‌ها و مسئولیت‌ها

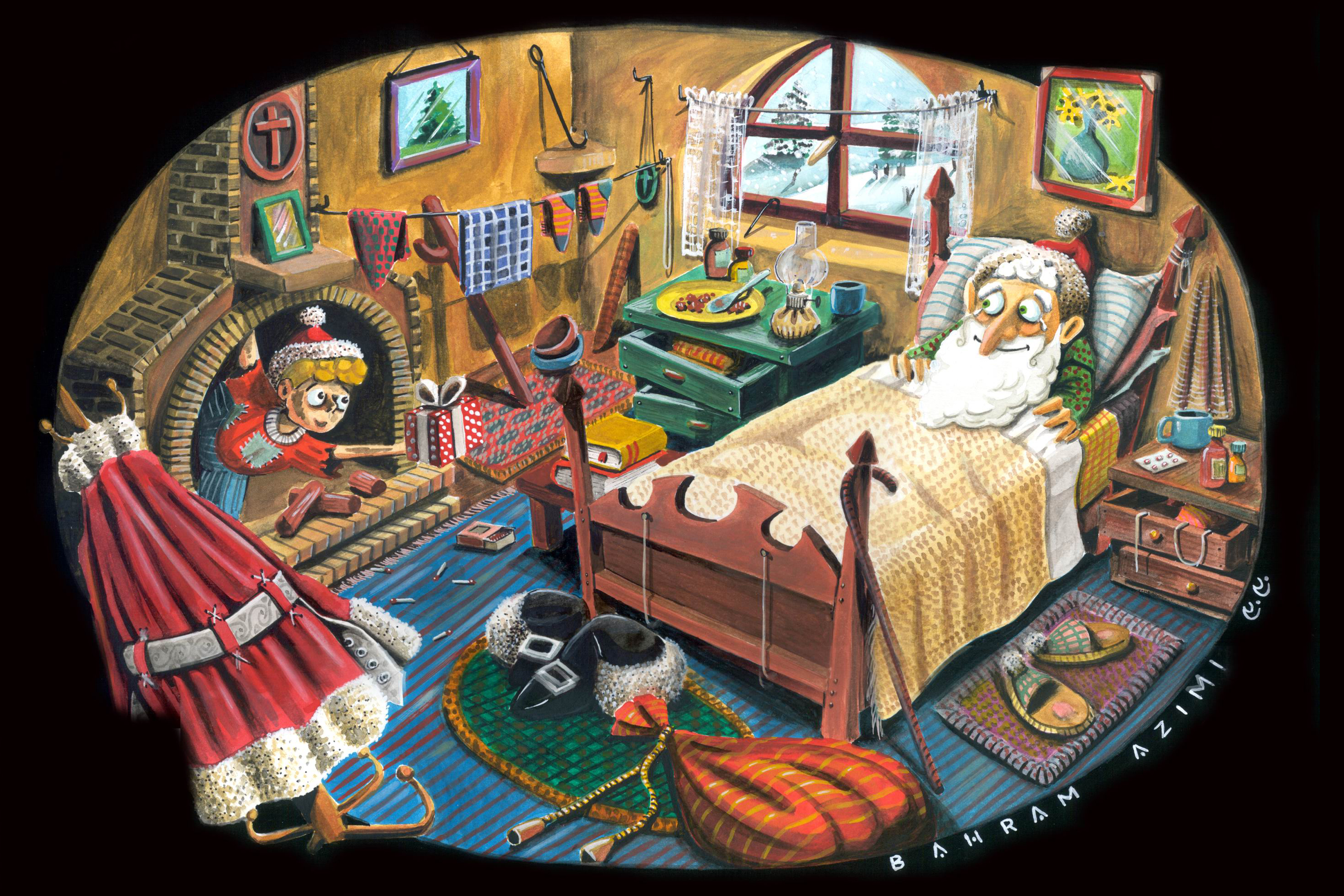
هدیهٔ کریسمس، اثر بهرام عظیمی

- عضو هیئت داوران بیش از ۳۰۰ جشنواره ملی و بین‌المللی انیمیشن، فیلم و کاریکاتور و عکس
- برنده ۱۰۵ جایزه ملی و بین‌المللی در رشته‌های کاریکاتور، انیمیشن، نقاشی و تصویر سازی
- مدرس خانه کاریکاتور ایران از سال ۱۳۷۶ تاکنون و مدرس سابق دانشکده‌های هنر تهران
- برگزاری کارگاه‌های تخصصی انیمیشن در بیشتر استان‌های ایران و کشورهای چین-ایتالیا-هند-مکزیک - یونان و ترکیه
- ایده پرداز، کارشناس و مجری برنامه‌های تخصصی دربارهٔ انیمیشن، سینما، کاریکاتور و طنز در تلویزیون
- نویسنده فیلم‌نامه فیلم‌های سینمایی «آل» و «تهران ۱۵۰۰ به صورت مشترک»
- کارگردان فیلم سینمایی «تهران ۱۵۰۰»[۲] و کارگردانی فیلم‌های کوتاه انیمیشن و فیلم‌های آموزشی و تبلیغاتی انیمیشن
- مسئول بخش کامپیوتر و نقاشی زمینه سریال ۲۶ قسمتی (یار مهربان) سال ۱۳۷۵ تا ۱۳۷۶
- مدیر خانه انیمیشن شهرداری تهران به مدت سه سال.
- مسئول بخش کامپیوتر و نقاشی زمینه انیمیشن‌های داستان تاریخ سال ۱۳۷۵ تا ۱۳۷۸
- نخستین سخنران اولین تداکس (TEDx)برگزار شده در ایران در سال ۱۳۹۱ دانشگاه امیرکبیر[۳]
- کارشناس و مربی برنامه عصر جدید، فصل اول و دوم و سوم

## فیلم‌شناسی

### مؤسسه حور
| سال     | عنوان                                         | نویسنده     | طراح کاراکتر | کارگردان | مدت     |
| ------- | --------------------------------------------- | ----------- | ------------ | -------- | ------- |
| ۱۳۷۶    | انیمیشن کوتاه بنگ بنگ                         | حمید بهرامی | حمید بهرامی  | آری      | ۳ دقیقه |
| ۸۱–۱۳۷۹ | سریال میدان ۱۰۱                               | آری         | آری          | آری      | ۷ قسمت  |
| ۸۰–۱۳۷۶ | انیمیشن‌های بابا برقی                          | آری         | آری          | آری      | ۷ قسمت  |
| ۱۳۷۹    | انیمیشن‌های محصولات دلپذیر                     | آری         |              | آری      | ۱۸ قسمت |
| ۸۲–۱۳۸۰ | انیمیشن‌های راهنمایی و رانندگی                 | آری         | آری          | آری      | ۴۵ قسمت |
| ۱۳۸۴    | انیمیشن‌های سازمان بازیافت                     | آری         | آری          | آری      | ۲۶ قسمت |
| ۱۳۸۲    | انیمیشن‌های سازمان بازیافت مشهد                | آری         | آری          | آری      | ۴ قسمت  |
| ۱۳۸۰–۸۴ | انیمیشن‌های تاکسیرانی اصفهان، شرکت مخابرات و … | آری         | آری          | آری      |         |

### مؤسسه نسل اندیشه سبز و شهرداری تهران و انیمیشن‌های شخصی
| سال     | عنوان                                   | نویسنده                   | طراح کاراکتر                         | کارگردان | مدت                 |
| ------- | --------------------------------------- | ------------------------- | ------------------------------------ | -------- | ------------------- |
| ۱۳۸۵    | انیمیشن‌های «سازمان فرهنگی هنری شهرداری» | آری                       | آری                                  | آری      | ۴۵ دقیقه            |
| ۱۳۸۶    | انیمیشن‌های «راه‌آهن جمهوری اسلامی»       | آری                       | آری                                  | آری      | ۳ قسمت              |
| ۱۳۸۵–۹۰ | انیمیشن‌های «شرکت گاز»                   | آری                       | بهمن عبدی (آقای ایمنی) بهرام عظیمی   | آری      | (سری جدید) ۲۰۰ قسمت |
| ۱۳۸۵–۸۷ | انیمیشن‌های «بهینه‌سازی»                  | آری                       | ایلا سلیمانی                         | آری      | ۵۰ قسمت             |
| ۱۳۸۶    | انیمیشن‌های «سازمان میراث فرهنگی»        | آری                       | آری                                  | آری      | ۸ قسمت              |
| ۱۳۸۶    | انیمیشن‌های «پالایش پخش»                 | آری                       | آری                                  | آری      | ۳۰ قسمت             |
| ۱۳۸۶    | انیمیشن‌های «بانک اقتصاد نوین»           | آری                       | آری                                  | آری      | ۶ قسمت              |
| ۱۳۸۶    | انیمیشن «سحر نزدیک است»                 | آری                       | آری                                  | آری      | ۱۲ دقیقه            |
| ۱۳۸۷    | انیمیشن‌های «سامانه» ۱۳۷                 | آری                       | آری                                  | آری      | ۳ قسمت              |
| ۱۳۸۷    | انیمیشن‌های «برق خوزستان»                | آری                       | آری                                  | آری      | ۵ قسمت              |
| ۱۳۸۷–۸۸ | انیمیشن‌های «بیمه کشاورزی»               | آری                       | آری                                  | آری      | ۵ قسمت              |
| ۱۳۸۹    | مجموعه انیمیشن‌های «سازمان ملی جوانان»   | آری                       | آری                                  | آری      | ۱۰ قسمت             |
| ۱۳۸۹    | مجموعه انیمیشن‌های «عوارض شهرداری تهران» | آری                       | نعیم تدین                            | آری      | ۵ قسمت              |
| ۱۳۹۰    | انیمیشن کوتاه «ماسوله»                  | آری                       | آری                                  | آری      | ۱۰ دقیقه            |
| ۱۳۹۰    | مجموعه انیمیشن‌های «همت مضاعف-کار مضاعف» | آری                       | فتح اله ندیمی                        | آری      | ۱۰ قسمت             |
| ۱۳۹۱    | مجموعه انیمیشن‌های «مین زدایی»           | آری                       | آری                                  | آری      | ۵ قسمت              |
| ۱۳۸۷–۹۱ | فیلم انیمیشن سینمایی «تهران ۱۵۰۰»       | مسعود علمداری بهرام عظیمی | گروهی                                | آری      | ۹۰ دقیقه            |
| ۱۳۹۱    | انیمیشن‌های «تتراپک» (شیر)               | آری                       | نعیم تدین                            | آری      | ۸ قسمت              |
| ۱۳۹۱    | آرم استیشن همیشگی جشنواره «فیلم فجر»    | آری                       | آری                                  | آری      | ۴۵ ثانیه            |
| ۱۳۹۱    | آرم استیشن مجله «دنیای تصویر»           | آری                       | آری                                  | آری      | ۴۵ ثانیه            |
| ۱۳۹۱    | انیمیشن‌های «متروی تهران»                | آری                       | آری                                  | آری      | ۲ قسمت              |
| ۱۳۹۲    | آرم استیشن «انجمن سینمای جوان»          | آری                       | آری                                  | آری      | ۴۵ ثانیه            |
| ۱۳۹۰–۹۲ | مجموعه انیمیشن‌های «بزن بریم سینما»      | آری                       | نوروز عباسی                          | آری      | ۱۳ قسمت             |
| ۱۳۹۲–۹۳ | مجموعه انیمیشن‌های «قوه قضاییه»          | بهرام عظیمی               | آری                                  | آری      | ۴ قسمت              |
| ۱۳۹۲–۹۴ | مجموعه انیمیشن‌های «۱۰ روستا»            | مهناز عادلی               | گروهی                                | آری      | ۹ قسمت              |
| ۱۳۹۲–۹۳ | انیمیشن کوتاه «بابا»                    | مهناز عادلی               | آری                                  | آری      | ۱۳ دقیقه            |
| ۱۳۹۴    | آرم استیشن جشنواره «یاس»                | آری                       | آری                                  | آری      | ۴۵ ثانیه            |
| ۱۳۹۳–۹۴ | انیمیشن‌های «شرکت گاز»                   | آری                       | بهمن عبدی (آقای ایمنی) بهرام عظیمی   | آری      | (سری ۹۳–۹۴) ۱۵ قسمت |
| ۱۳۹۴    | تیتراژ برنامه «ستاره شو»                | آری                       | آری                                  | آری      | ۶۹ ثانیه            |
| ۱۳۹۴    | تیتراژ شروع برنامه «خندوانه»            | رامبد جوان بهرام عظیمی    | آری                                  | آری      | ۹۲ ثانیه            |
| ۱۳۹۴–۹۳ | مجموعه انیمیشن‌های «آسمان آبی، زمین پاک» | بهرام عظیمی               | آری                                  | آری      | ۱۰ قسمت             |
| ۱۳۹۵–۹۳ | مجموعه انیمیشن‌های «سالم و ناسالم»       | بهرام عظیمی               | آری                                  | آری      | ۱۴ قسمت             |
| ۱۳۹۵    | انیمیشن کوتاه «ابیانه (نقال)»           | مهناز عادلی               | نوروز عباسی                          | آری      | ۱۰ دقیقه            |
| ۱۳۹۵    | آرم استیشن جشنواره بین‌المللی «مقاومت»   | آری                       | آری                                  | آری      | ۶۰ ثانیه            |
| ۱۳۹۷    | انیمیشن کوتاه سیم ششم                   | مهناز عادلی               | بهرام عظیمی س‍پهر فرحزادی- مهناز عادلی | آری      | ۱۵ دقیقه            |
| ۱۳۹۸    | تیتراژ برنامه «هشتگ عصر جدید»           | بهرام عظیمی               | س‍پهر فرحزادی                          | آری      | ۷۰ ثانیه            |

## فعالیت‌های سینمایی و تلویزیونی
- بازی در فیلم سینمایی جمشیدیه، به کارگردانی یلدا جبلی ۱۳۹۷
- اجرای مجموعه عروسکی «سرحال» از شبکه نسیم، بهار ۱۳۹۷[۴]
- نویسنده فیلم سینمایی آل، به کارگردانی بهرام بهرامیان ۱۳۸۸
- سازنده بخش انیمیشن فیلم سینمایی «خیابان‌های آرام» به کارگردانی کمال تبریزی ۱۳۸۹
- یکی از دو نویسنده فیلم سینمایی «تهران ۱۵۰۰»
- کارگردان هنری برنامه تلویزیونی «معلی» شبکه سه (فصل اول) سال ۱۴۰۱
- کارگردان هنری برنامه تلویزیونی «محفل» شبکه سه (فصل اول) سال ۱۴۰۱
- کارگردان هنری برنامه تلویزیونی «رویانیوم» شبکه سه سال ۱۴۰۱
- کارگردان هنری ویژه برنامه «بازیهای آسیایی هانگژو» شبکه ورزش سال ۱۴۰۲
- کارگردان هنری برنامه تلویزیونی «ایران دوست داشتنی» شبکه یک سال ۱۴۰۲

## تعدادی از جوایز
- جایزه دوم جشنواره کاریکاتور «آنکونای» ایتالیا سال ۱۹۹۳
- جایزه دوم جشنواره «آسمان آبی تهران» ایران سال ۱۹۹۵
- جایزه اول جشنواره کاریکاتور «پراسیکابای» برزیل سال ۱۹۹۶
- جایزه دوم جشنواره کاریکاتور «اولنس» بلژیک سال ۱۹۹۹
- جایزه دوم جشنواره کاریکاتور «طنز» ایتالیا سال ۲۰۰۰
- جایزه اول جشنواره کاریکاتور «گاز»، ایران سال ۲۰۰۰
- جایزه ویژه جشنواره کاریکاتور «سورگوت» روسیه سال ۲۰۰۱
- جایزه اول جشنواره کاریکاتور «صلح» ایران سال ۲۰۰۲
- جایزه سوم جشنواره کاریکاتور «انتخابات»، اکراین سال ۲۰۰۳
- جایزه دوم جشنواره کاریکاتور «تایجون»، کره جنوبی سال ۲۰۰۳
- جایزه ویژه جشنواره کاریکاتور چین سال ۲۰۰۴
- جایزه دوم جشنواره کاریکاتور گل آقا ایران سال ۲۰۰۵
- بزرگداشت برای بیش از یک دهه فعالیت هنری مؤثر «فرهنگسرای شفق» تهران-ایران سال ۲۰۰۵
- جایزه ویژه جشنواره کاریکاتور «ضدجنگ»، صربستان سال ۲۰۰۶
- جایزه ویژه «کلید طلایی» نخبگان تهران، ایران سال ۲۰۰۶
- جایزه اول جشنواره کارتون «موتورسیکلت» تهران، ایران سال ۲۰۰۶
- جایزه ویژه دومین جشنواره طنز تهران، ایران سال ۲۰۰۷
- جایزه ویژه اولین دوره جشنواره فیلم «شهر» ایران سال ۲۰۰۷
- جایزه اول جشنواره کاریکاتور سوریه سال ۲۰۰۸
- جایزه ویژه سامانه ۱۳۷ شهرداری تهران ایران سال ۲۰۰۹
- جایزه بزرگ جشنواره «دن کیشوت» آلمان-آذربایجان سال ۲۰۱۰
- جایزه اول انیمیشن جشنواره «رسانه‌های دیجیتال» ایران سال ۲۰۱۱
- جایزه ویژه جشنواره انیمیشن «کات اوت» مکزیک سال ۲۰۱۱
- دیپلم افتخار و جایزه نقدی بهترین دستاورد فنی و هنری از سی امین جشنواره بین‌المللی فیلم «فجر» ایران سال ۲۰۱۱
- جایزه ویژه شرکت ملی فرش ایران برای فیلم سینمایی «تهران۱۵۰۰» ایران سال ۲۰۱۱
- جایزه بهترین دستاورد فنی و هنری برای فیلم «تهران ۱۵۰۰» از انجمن منتقدان فیلم ایران سال ۲۰۱۲
- جایزه اول انیمیشن جشنواره بین‌المللی «رشد» ایران سال ۲۰۱۲
- جایزه اول جشنواره فیلم و انیمیشن «کازان» روسیه سال ۲۰۱۳
- جایزه اول کاریکاتور جشنواره «مشکات» تهران ایران سال ۲۰۱۳
- جایزه دوم جشنواره فیلم و انیمیشن «شوالیه طلایی» روسیه سال ۲۰۱۴
- جایزه ویژه چهل و چهارمین جشنواره بین‌المللی «رشد» ایران سال ۲۰۱۴
- جایزه اول بهترین فیلم انیمیشن با رویکرد خانواده از نهمین دوره جشنواره «رویش» ایران سال ۲۰۱۵
- جایزه اول بهترین انیمیشن دینی از «نهمین دوسالانه بین‌المللی انیمیشن تهران» ایران سال ۲۰۱۵
- جایزه ویژه پنجمین دوره جشنواره فیلم «شهر» ایران سال ۲۰۱۵
- جایزه اول بهترین کارگردانی انیمیشن از «دومین جشنواره ملی فیلم سما» ایران سال ۲۰۱۶
- جایزه ویژه اولین دوره جشنواره هنری «پرنده آبی» ایران سال ۲۰۱۶
- جایزه ویژه اولین دوره جشنواره «انیمیشن استانها» (همدان) ایران سال ۲۰۱۸
- تندیس طلایی بهترین فضاسازی از «یازدهمین دوسالانه بین‌المللی انیمیشن تهران» ایران سال ۲۰۱۹
- جایزه اول انیمیشن جشنواره «ایمنی ترافیک» ایران سال ۲۰۱۹
- جایزه اول بهترین انیمیشن هفتمین دوره جشنواره «فیلم شهر» ایران سال ۲۰۱۹
- تندیس بهترین فیلم انیمیشن برای انیمیشن «سیم ششم» در بیست و یکمین جشن سینمای ایران ۲۰۱۹[۵]
- جایزه ویژه هیئت داوران برای بهترین کارگردانی، پنجمین دوره جشنواره «فردا» ایران سال ۲۰۱۹
- جایزه بهترین فیلم انیمیشن از نگاه داوران دانشجو، پنجمین دوره جشنواره «فردا» ایران سال ۲۰۱۹
- جایزه بهترین فیلم انیمیشن با هویت ملی، سی و ششمین جشنواره بین‌المللی «فیلم کوتاه تهران» ایران سال ۲۰۱۹
- جایزه و نشان مفاخر عالی هنرهای تجسمی در شانزدهمین «جشنواره هنرهای تجسمی فجر» ایران سال ۲۰۲۴